# Clubiona amurensis
Clubiona amurensis là một loài nhện trong họ Clubionidae.
Loài này thuộc chi Clubiona. Clubiona amurensis được miêu tả năm 1990 bởi Mikhailov.